# Basilica della Madonna della Neve
La Basilica della Madonna della Neve è la chiesa madre di Copertino; sorse nel 1088 per volontà del conte normanno Goffredo di Conversano e fu intitolata originariamente alla Vergine Assunta.
Nel 1255 Manfredi, principe di Taranto e conte di Copertino la elevò a basilica regia intitolandola alla Vergine delle Nevi; il 3 luglio del 2011 è stata elevata alla dignità di basilica minore.

## Storia e descrizione

### La basilica
La facciata principale risente dei periodi di realizzazione. Gli archetti pensili di epoca medievale appartengono alla seconda metà del XIII secolo quando Manfredi fece rifare il tempio. A partire dal 1563 la chiesa fu arricchita delle navate laterali, mentre nel 1580 venne realizzata l'abside pentagonale. Fu poi restaurata agli inizi del XVIII secolo.
La struttura è sostenuta da colonne romaniche arricchite da eccezionali capitelli figurati. Nel '700 le colonne furono inglobate da pilastri quadrangolari, mentre la volta a capriate fu ricoperta da un cielo appeso ornato da eleganti stucchi. Nella navata destra vi sono tre altari; nel transetto si distingue quello dedicato alla Gloria di san Giuseppe Desa e la cappella del Santissimo con tele di Gianserio Strafella. Nell'abside gli stalli lignei del 1793 furono realizzati da Raffaele Monteanni.
Nel transetto sinistro vi è l'altare della Vergine delle Nevi, costruito nel 1630 da Donato Chiarello, contenente in un ovale l'immagine quattrocentesca della Madonna. Inoltre è presente l'altare di San Sebastiano con tela di fra' Angelo da Copertino. Seguono altri due altari e la tavola raffigurante la Schiovazione dello Strafella.
In fondo alla navata, nei pressi dell'uscita, sono posizionati il monumento funebre a Tristano di Chiaromonte e il fonte battesimale ligneo. Qui il 17 giugno 1603 fu condotto Giuseppe Maria Desa, figlio di Felice e Franceschina Panaca, per essere battezzato dall'arciprete don Delfino Fulino. Suoi padrini furono Carlo Clarello e Antonia Bizzarra.

### Torre campanaria

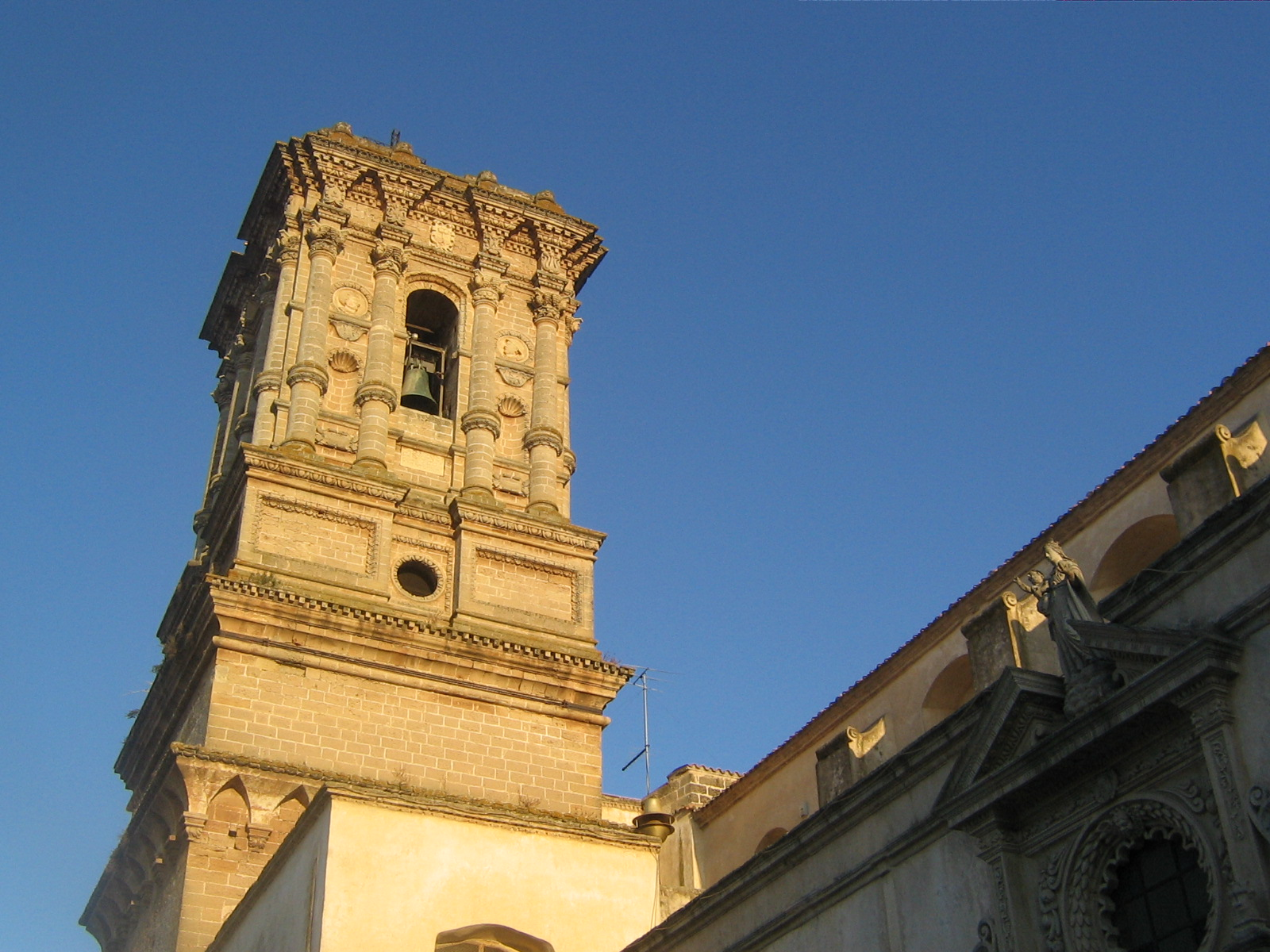
Torre campanaria

Costituisce un ambizioso piano d'intervento a favore della chiesa collegiata voluto dall'Universitas. Il primo documento che attesta la costruzione di questa torre risale al 1588 e riguarda l'assegnazione della gara d'appalto al mastro neretino Giovanni Maria Tarantino.
Alta 35 metri, la torre ha base quadrata ed è suddivisa in due ordini: il primo caratterizzato dalla semplicità volumetrica, il secondo da una forte incidenza scultorea. È costituita da poderosi setti murari in calcarenite. L'edificio è definito all'interno da tre camere. Al primo livello si accede dal transetto della chiesa. Da qui si imposta un sistema di scale che mettono in comunicazione i tre ambienti. Sulle facciate sono disposte in maniera simmetrica quattro colonne i cui fusti sono per metà incassati e poggianti su piedistalli cerchiati all'altezza della rastremazione. Esse impostano, con capitelli antropomorfi in pietra leccese, un architrave con fregi a motivi floreali e simbolici che culminano con un composito cornicione di coronamento. Nelle superfici residue tra le due colonne trovano posto degli augustales, supportati da mensole e contrappunti da due nicchie.

## Galleria d'immagini

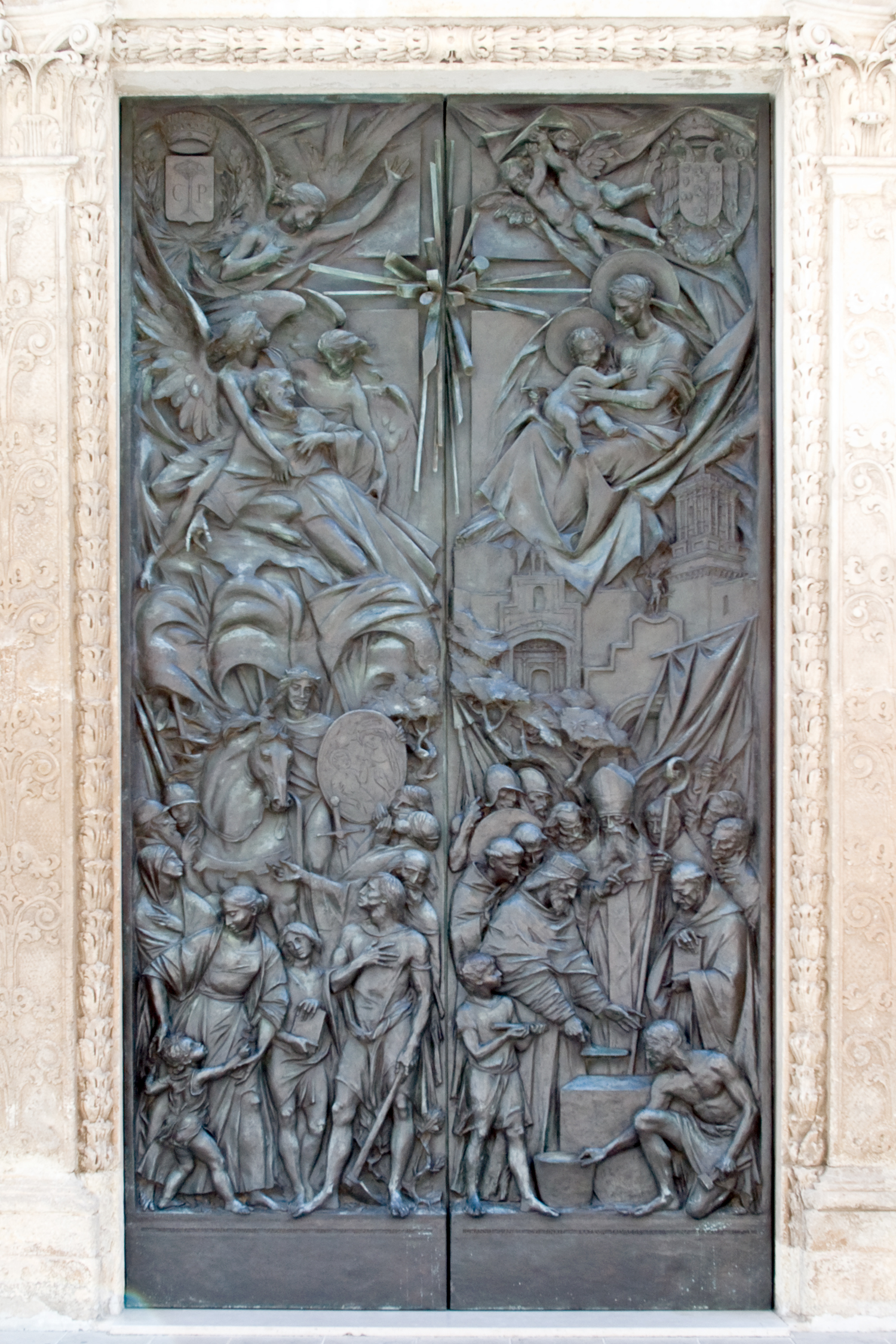
Portone ingresso principale (Maestro Raffaele Del Savio)
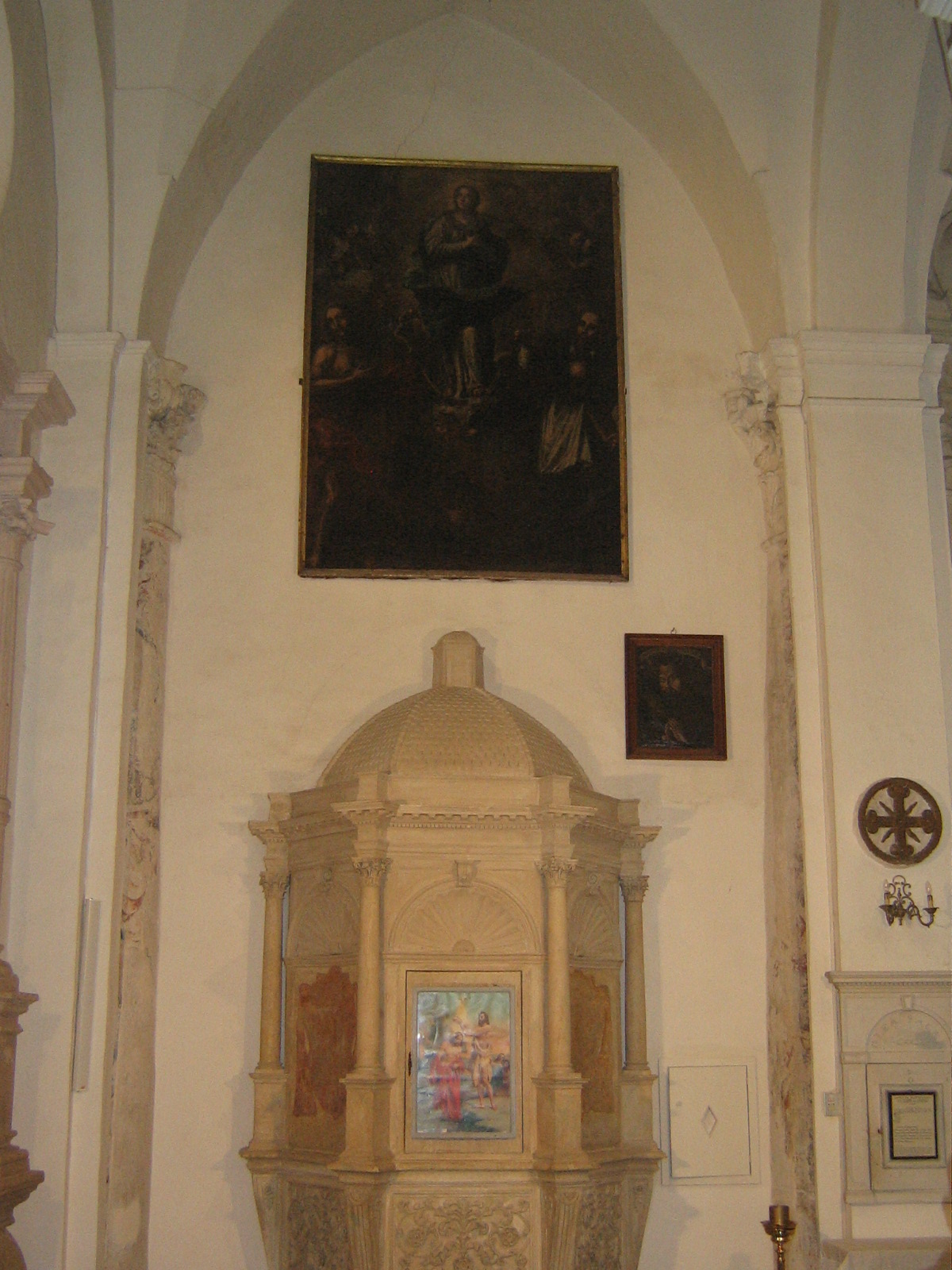
Fonte Battesimale
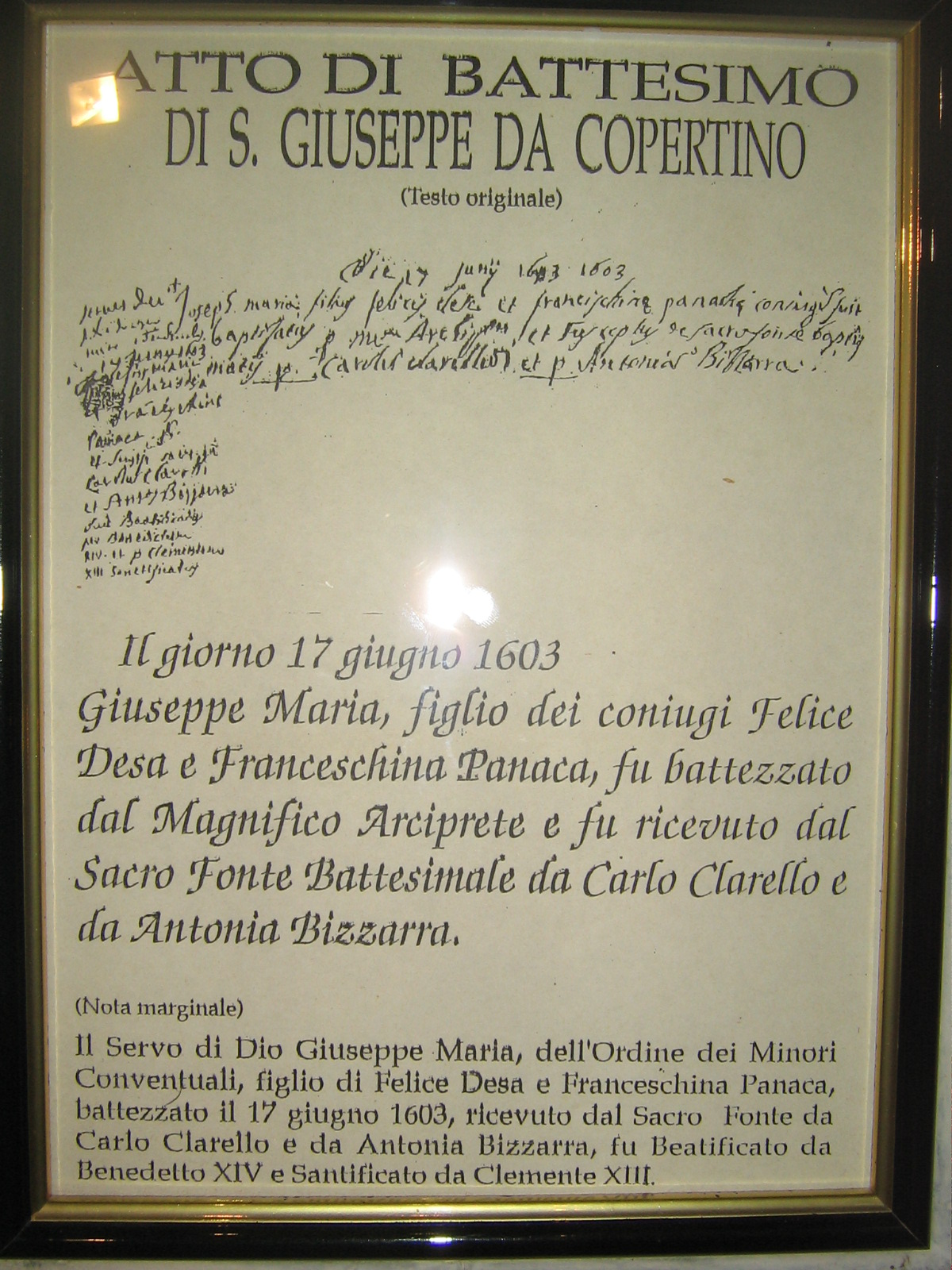
Atto di Battesimo di San Giuseppe da Copertino
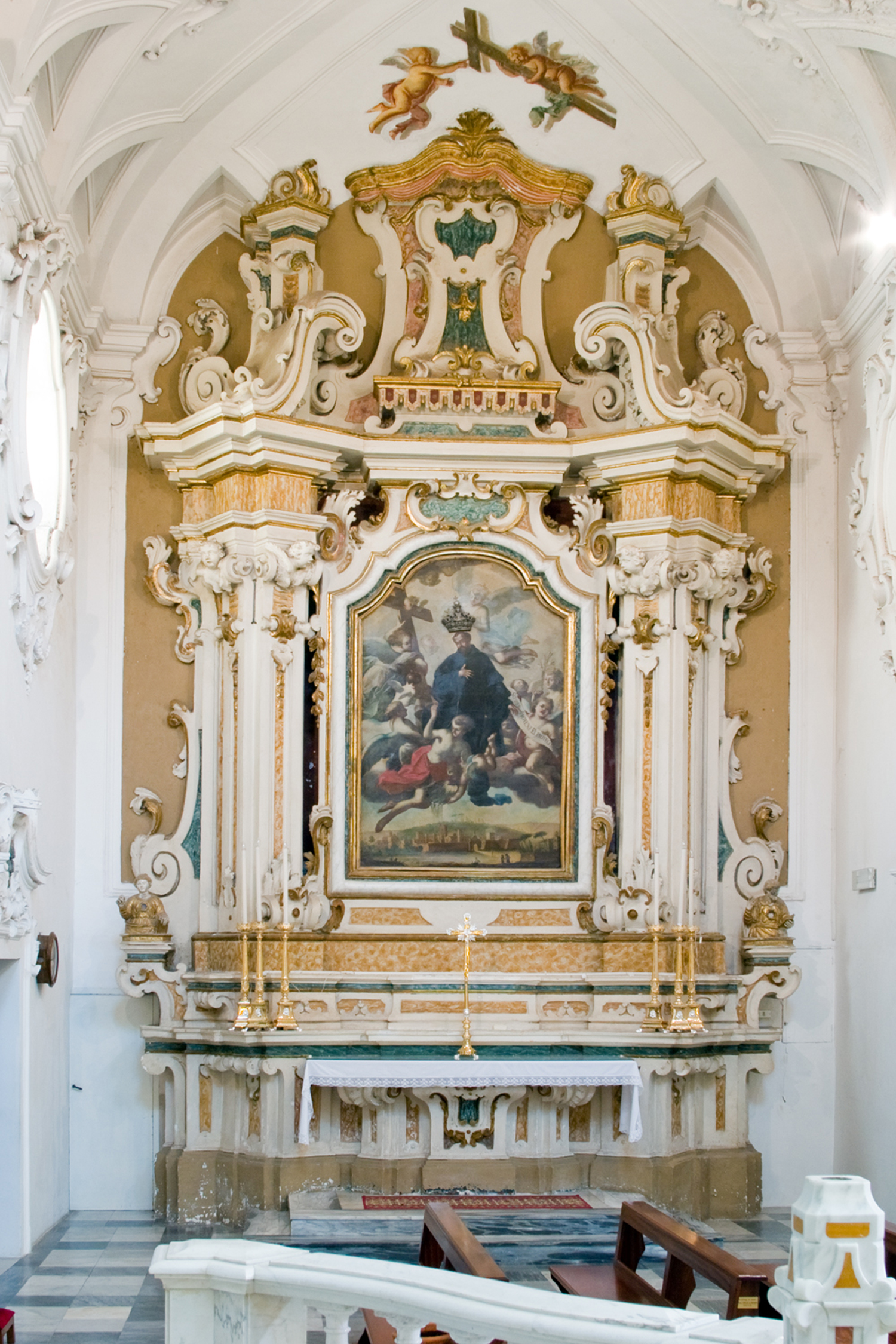
Navata destra altare San Giuseppe da Copertino
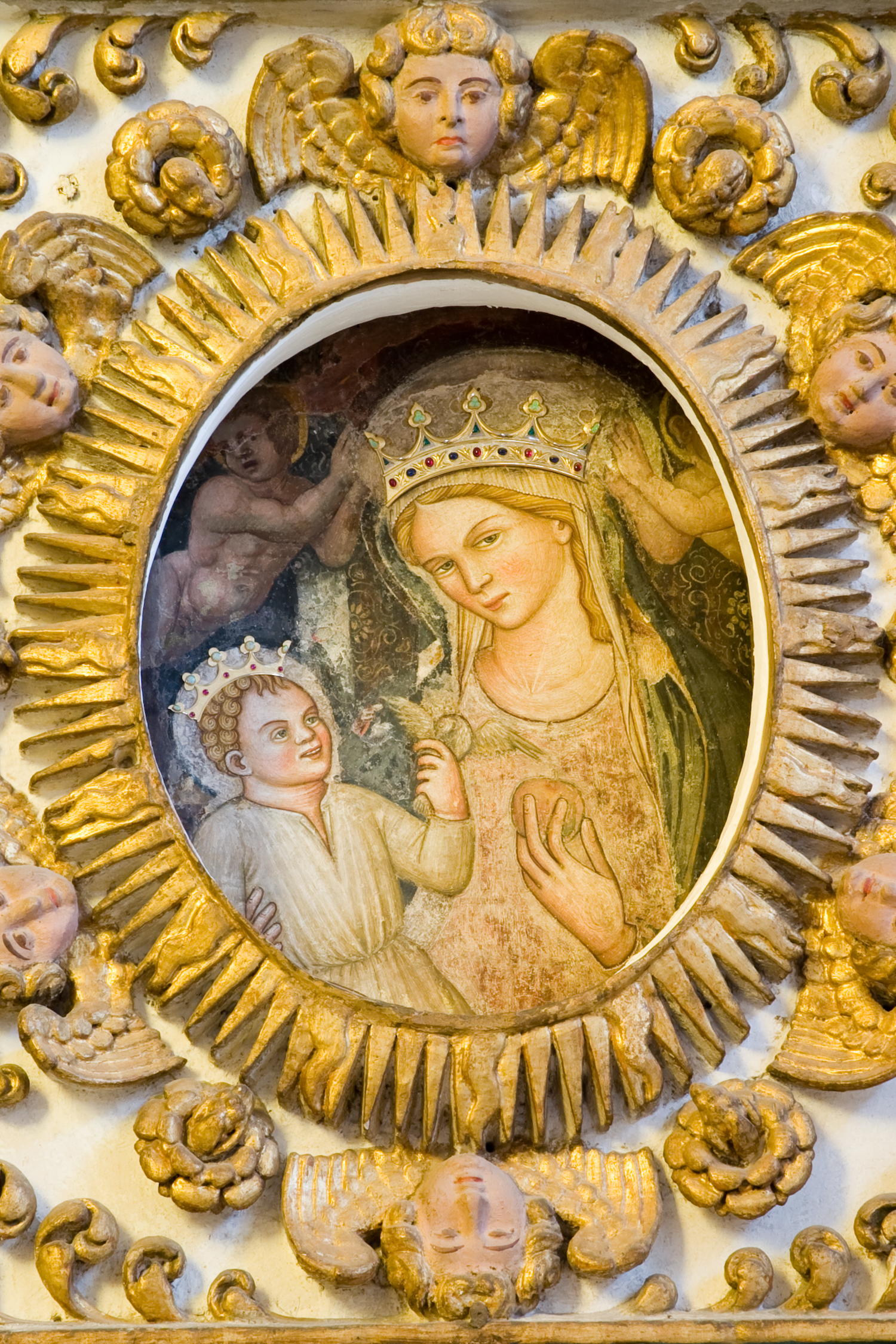
Particolare affresco Madonna della neve
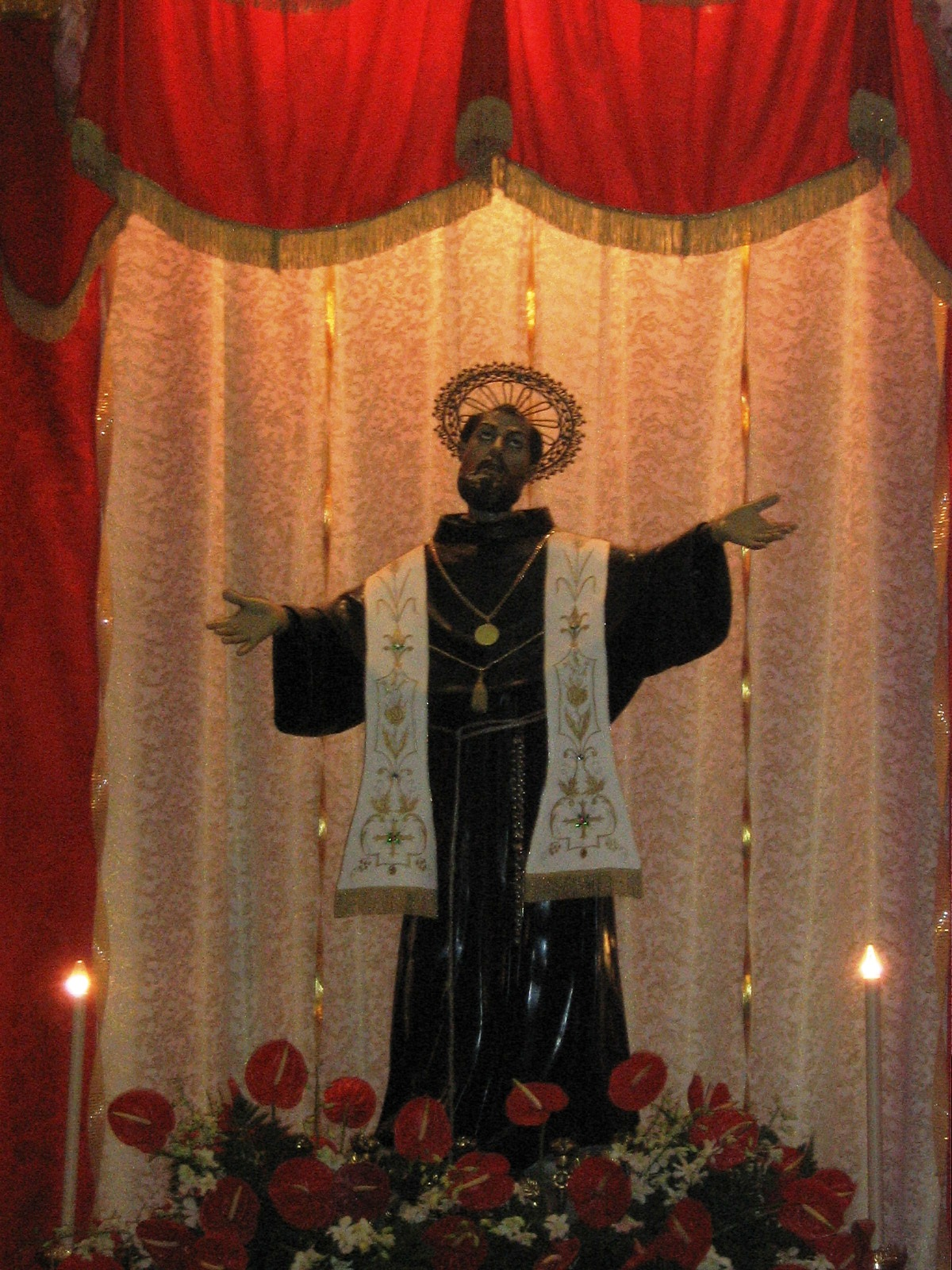
Statua di San Giuseppe
925º Fondazione della Basilica e 350º dies natalis del Santo. Poste di Spagna 2013
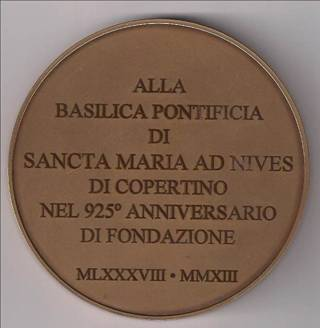
925º Ann Fondazione S.M.ad Nives Copertino Medaglia Presidente Repubblica Italiana retro med
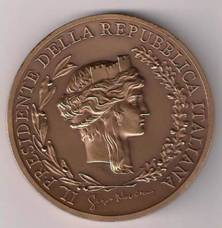
925º Ann. Fond.S.M. ad Nives Copertino Medaglia Presidenziale ver med